# Pul-i-Alam
Pul-i-Alam (Puli-Alam/ پل علم) es la capital de la Provincia de Lawgar, Afganistán. Cuenta con una población aproximada de 88.000 habitantes, siendo la decimoctava ciudad más poblada del país, mayoritariamente de las etnias pastunes y tayikos.
Las principales actividades económicas derivan de la producción de tabaco, azúcar y miel.
La ciudad es sede de un hospital provincial y un centro de salud, cuenta con educación primaria y secundaria.
Luego de la caída del régimen talibán, en Pul-i-Alam se ha puesto en marcha un plan de reconstrucción masiva
y tiene allí su base el equipo de reconstrucción checo Provincial Reconstruction Team Logar (PRT Logar).
Sin embargo los enfrentamientos continuaron. En marzo de 2002 fuerzas talibanes consiguieron controlar el distrito Charkh al sur de la ciudad pero fueron expulsados. Además, desde el 2004 hubo permanentes ataques con cohetes, bombas y ocasionales emboscadas, tanto en la ciudad y sus adyacencias como en la ruta que la une a Kabul.